# Палагано
Палагано (итал. Palagano, эмил.-ром. Palàghen) — коммуна в Италии, располагается в регионе Эмилия-Романья, подчиняется административному центру Модена.
Население составляет 2461 человек (на 2001 г.), плотность населения составляет 41 чел./км². Занимает площадь 60,47 км². Почтовый индекс — 41046. Телефонный код — 0536.
Покровителем коммуны почитается святой апостол и евангелист Иоанн Богослов, праздник ежегодно празднуется 27 декабря.